# Irši

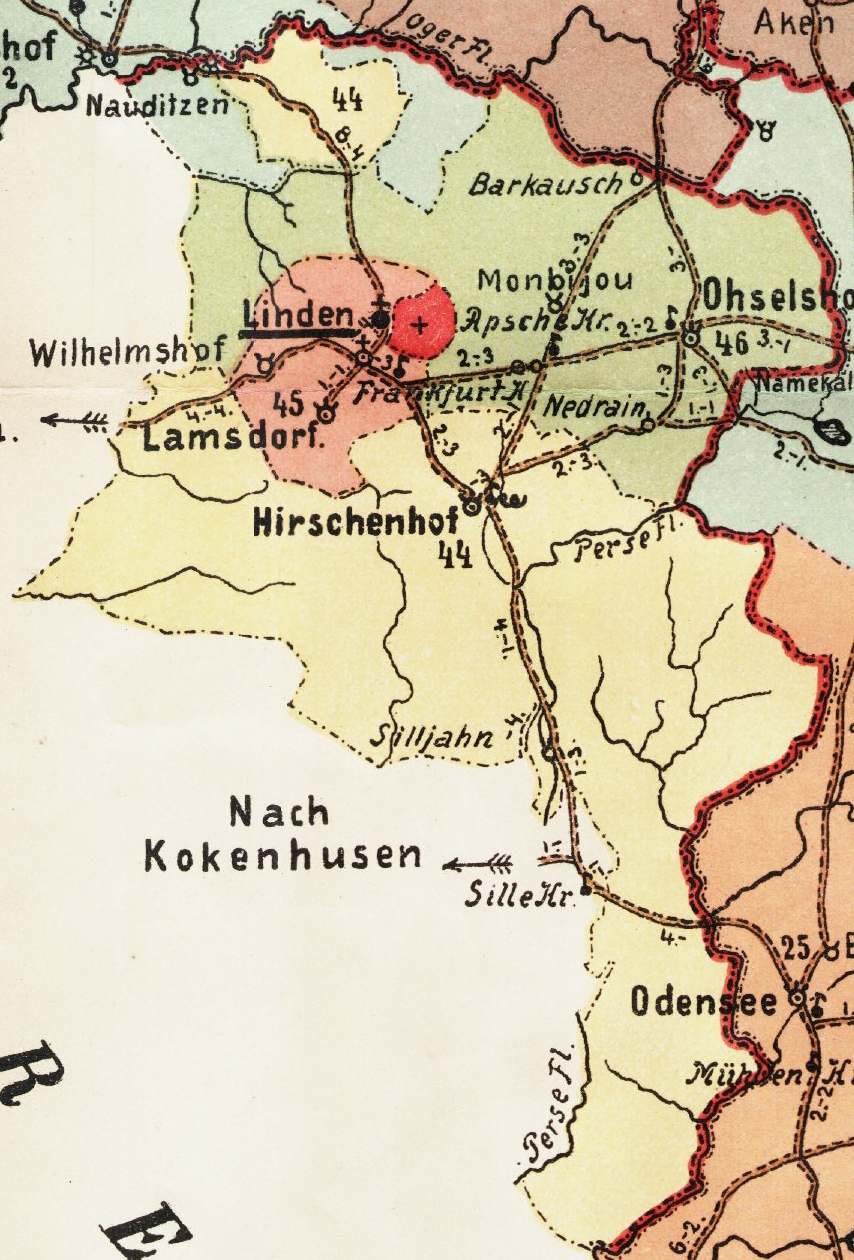
Wegekarte des Wendenschen Kreises mit den Kirchspiel- und Gutsgrenzen. Riga: Liv-Estländischen Landeskultur Bureau (Jurjew: Photolithographie E. Bertelson), 1904

Irši (deutsch: Hirschenhof) ist eine Ortschaft im Iršu pagast (deutsch: Gemeinde Iršu), einem Verwaltungsbezirk im Bezirk Aizkraukle in Lettland. Sie liegt etwa 100 Kilometer östlich von Riga. Die Geschichte des Orts geht auf die russische Zarin Katharina II. zurück, die 1766 deutsche Auswanderer ansiedelte, die das bis dahin kaum bewohnte Land kultivieren sollten. Die Kolonisten genannten russlanddeutschen Siedler von Hirschenhof lebten weitgehend isoliert von den Deutsch-Balten und entwickelten, beeinflusst von der lettischen Sprache, eine eigene deutsche Mundart. 1939 wurden fast alle Bewohner dieser mit bis zu 2000 Einwohnern größten geschlossenen deutschen Siedlung in Lettland in den Warthegau umgesiedelt. In Irši leben seitdem keine Deutschsprachigen mehr. Seit 1990 schrumpft die Bevölkerung wie fast überall in den ländlichen Gebieten des Baltikums.

## Lage und Verkehrsanbindung
Das Dorf Irši liegt am nördlichen Rand des Bezirks Aizkraukle in der Region Vidzeme 118 km von der Hauptstadt Riga und 38 km von Aizkraukle entfernt. Südlich liegt die Gemeinde Bebri und südöstlich Vietalva. Nordwestlich grenzt Irši an die Gemeinde Meņģele im Bezirk Ogre und nordöstlich an den Bezirk Madona. Durch den Ort führt die nur teilweise asphaltierte Regionalstraße P79, die Koknese und Ērgļi verbindet. Im Ort befinden sich die Gemeindeverwaltung, eine Grundschule, eine Krankenstation, eine Bibliothek und eine katholische Kirche. Außer vier Wohnblöcken besteht die Bebauung aus Einfamilienhäusern mit großen Gärten. Außerhalb des Ortskerns befinden sich mehrere vereinzelte Gehöfte. Der Großteil des Gemeindegebiets ist bewaldet. Durch die Gemeinde fließen der Fluss Pērse, ein Nebenfluss der Daugava, und mehrere in diesen mündende Bäche, Lokmene, Bebrupe, Irsupite und Pelave.

## Geschichte

### Mittelalter
Die Burg Bulandi, die einen Kilometer nordöstlich des Dorfzentrums Irši am linken Ufer der Iršupīte liegt, identifizierte August Bielenstein wohl fälschlich als die in Urkunden vom Beginn des 13. Jahrhunderts genannte Burg Lepene, einen Hauptort des Königreichs Jersika. Der auch Ozolkalna (deutsch Eichenbuckel) genannte Hügel ist nur etwa 6–9 m hoch. In ihm war der Sage nach eine Schatztruhe vergraben. Zudem wurden mittelalterliche Schwerter und Fibeln gefunden.
Ein zweiter Burghügel, Lielkalni (Großberge), liegt westlich von Irši auf halbem Wege nach Liepkalne. Bei Untersuchungen 1931 des damals etwa 30 m hohen Hügels mit einem Plateau von 70 × 30 m wurde die Burg anhand der Kulturspuren und Funden von Tongefäßen auf die zweite Hälfte des ersten Jahrtausends datiert. Weitere Forschungen wurden durch Zerstörungen im Zweiten Weltkrieg und Kiesgewinnung in den 1990er Jahren verhindert.

### Landgut Hirschenhof
Königin Christina schenkte das Land 1637 dem schwedischen Kapitän Abraham Larsson Hirsch (1604–1666), der das Gut Hirschenhof nannte. Er wurde 1645 unter dem Namen Cronhiort (in späterer schwedischer Schreibung Cronhjort, heute Kronhjort; deutsch auch Cronhirsch) in den schwedischen Adel aufgenommen. Sein Sohn, der spätere schwedische General Abraham Kronhjort, verkaufte das Gut 1650 an den Kriegskommissar Kronshern. Unter Karl XI. wurden Ende des 17. Jahrhunderts im Zuge der sogenannten Reduktionen in Schwedisch-Livland Güter der livländischen Ritterschaft von der Regierung eingezogen. Hirschenhof wurde damit wieder ein Krongut. Mit dem Frieden von Nystad 1721 wurde Livland nach dem Nordischen Krieg Teil des Russischen Reichs. Hirschenhof lag bis 1772 im Grenzgebiet zu Polen-Litauen. Von dem ehemaligen Gut ist nur eine Scheune erhalten.

### Kolonie Hirschenhof
1766 warb Zarin Katharina II. deutsche Siedler an, die das bis dahin kaum bewohnte Land urbar machen sollten. Die Kolonie Hirschenhof, die anfangs aus 85 Höfen auf 4000 Hektar bestand, wuchs im Laufe der Zeit auf 108 Bauern- und 84 Handwerkerstellen auf insgesamt 6000 Hektar an. Bis 1939 war die Bevölkerung fast ausschließlich deutschstämmig.

### Irši nach 1939
In Folge des Geheimen Zusatzprotokolls zum Deutsch-sowjetischen Nichtangriffspakt vom 23. August 1939, dem sogenannten Hitler-Stalin-Pakt, wurden die Deutsch-Balten in den Warthegau umgesiedelt. Auch fast alle Nachfahren der Hirschenhöfer Kolonisten verließen Lettland, wodurch ihr immobiler Besitz an den lettischen Staat fiel, der ihn weiterverkaufte. 1940 annektierte die Sowjetunion Lettland als Lettische Sozialistische Sowjetrepublik. Der bis dahin als Hirschenhof bezeichnete Ort wurde nun Irši, russisch Ирши, genannt. Bis 1941 wurden die Ländereien vor allem an katholische Bauern aus Lettgallen vergeben, die sich in den verlassenen Häusern niederließen und im Ortskern eine Scheune zu einer katholischen Kirche umbauten. Im September 1944 brannte die Rote Armee den Dorfkern nieder. Die lutherische Kirche in Liepkalne wurde nach Auflösung der lutherischen Kirchengemeinde 1959 von der Kolchose als Düngerlager genutzt und verfiel, die Orgel und die sonstige Ausstattung gingen verloren. Nach der Einrichtung einer Kolchose und einer Sowchose mit zentralisierten Arbeitersiedlungen wurde 1971 die Gemeindestruktur aufgehoben. Ab den 1970er Jahren wurden viele der Kolonistenhäuser abgerissen, andere standen leer und verfielen.

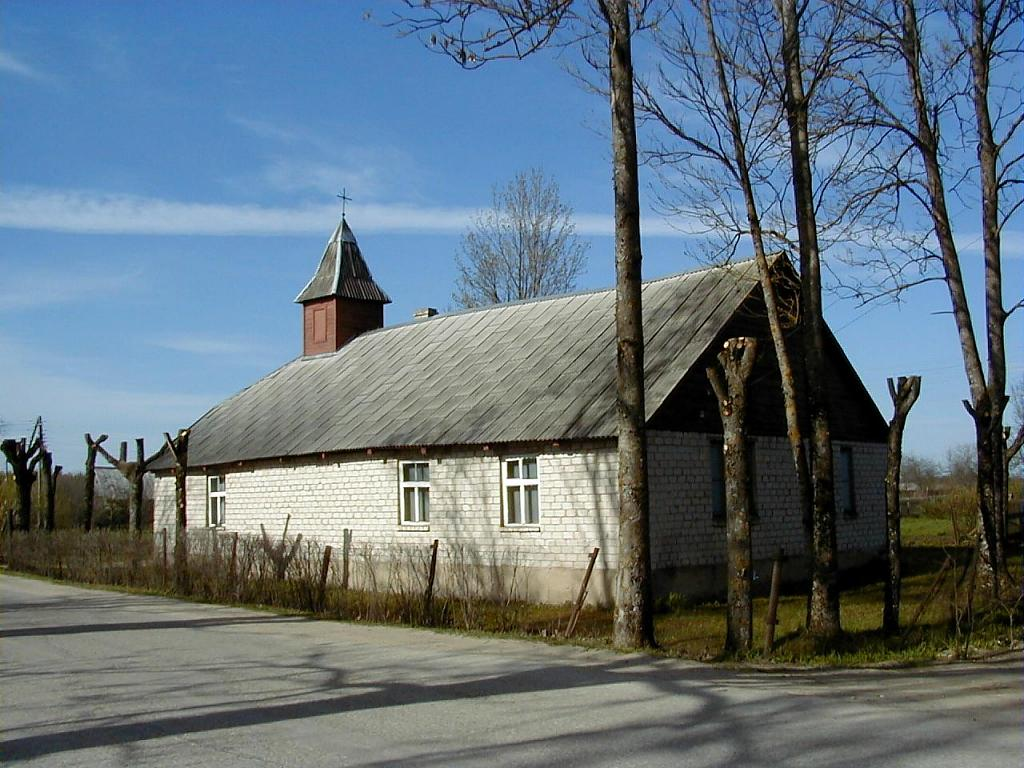
Katholische Kirche von Irši

Nach dem Zerfall der Sowjetunion wurde die Gemeinde (pagasts) 1990 wiedergegründet. Das ehemalige Wirtshaus beherbergt die örtliche Grundschule. 2009 wurde Irši mit Koknese und Bebri zum Bezirk Koknese (Kokneses novads) zusammengefasst, der bei der Verwaltungsreform 2021 im neuen Bezirk Aizkraukle aufging.

## Bevölkerung
Zusammensetzung der Bevölkerung in der Kolonie Hirschenhof bzw. im Iršu pagast. Im Ortskern leben 294 (2021) Menschen.
| Jahr | Einwohnerzahl | Letten | Deutsche | Russen | Belarussen | Ukrainer | Polen | Litauen | Esten | Juden | Sonstige |
| ---- | ------------- | ------ | -------- | ------ | ---------- | -------- | ----- | ------- | ----- | ----- | -------- |
| 1766 | 0416          |        | 0416     |        |            |          |       |         |       |       |          |
| 1816 | 1321          |        | 1321     |        |            |          |       |         |       |       |          |
| 1828 | 1667          |        | 1667     |        |            |          |       |         |       |       |          |
| 1835 | 1910          |        | 1910     |        |            |          |       |         |       |       |          |
| 1860 | 2511          | 103    | 2408     |        |            |          |       |         |       |       |          |
| 1925 | 1874          | 151    | 1707     | 09     | 01         | 0        | 1     | 0       | 1     | 3     | 1        |
| 1930 | 1787          | 197    | 1535     | 23     | 14         | 0        | 8     | 1       | 1     | 6     | 2        |
| 1979 | 0520          | 484    | 0000     | 26     | 06         | 0        | 4     | 0       | 0     | 0     | 0        |
| 1989 | 0573          | 519    | 0000     | 32     | 03         | 13       | 5     | 1       | 0     | 0     | 0        |
| 2000 | 0641          | 578    | 0000     | 41     | 15         | 12       | 5     | 0       | 0     | 0     | 0        |
| 2011 | 0509          | 465    | 0000     | 26     | 03         | 10       | 2     | 0       | 0     | 0     | 3        |
| 2021 | 0434          |        |          |        |            |          |       |         |       |       |          |

## Sehenswürdigkeiten
Im Irši befinden sich drei staatlich geschützte Kulturdenkmäler:
- Nr. 110: Burghügel Bulandi[13]
- Nr. 111: Burghügel Lielkalni[14]
- Nr. 8947: Kolonistenhaus Nr. 18, Haus „Nomaļi“[15]

### Erinnerung an die Kolonie Hirschenhof
Von den Gebäuden der Kolonie Hirschenhof ist nur der heute „Nomaļi“ genannte Hof Nr. 18 noch weitgehend im Originalzustand erhalten. Er wurde 2013 in die Liste der staatlich geschützten Kulturdenkmäler aufgenommen. Zu dem Gehöft gehört ein durch die im Grundstein eingemeißelte Jahreszahl auf 1892 datiertes Wohnhaus, bei dem sich möglicherweise Teile eines älteren Gebäudes aus der Zeit der Koloniegründung erhalten haben. Es handelt sich um ein Holzblockhaus auf einem Steinmauerwerkfundament, dessen Satteldach mit Holzspänen gedeckt ist. Haupt- und Stirnfassade sind mit senkrechten Brettern verkleidet, die Hoffassade ist unverkleidet. Die ursprünglichen hölzernen Fensterrahmen aus dem späten 19. und frühen 20. Jahrhundert sind erhalten geblieben. In allen Räumen befinden sich Balkendecken und Dielenböden. Die ursprüngliche Anordnung der Räume und der größte Teil der Einrichtung und Haushaltsgegenständen sind erhalten geblieben. Zum Gehöft gehören eine unterkellerte Scheune vom Ende des 19. Jahrhunderts sowie weitere, aus Holz errichtete Nebengebäude.

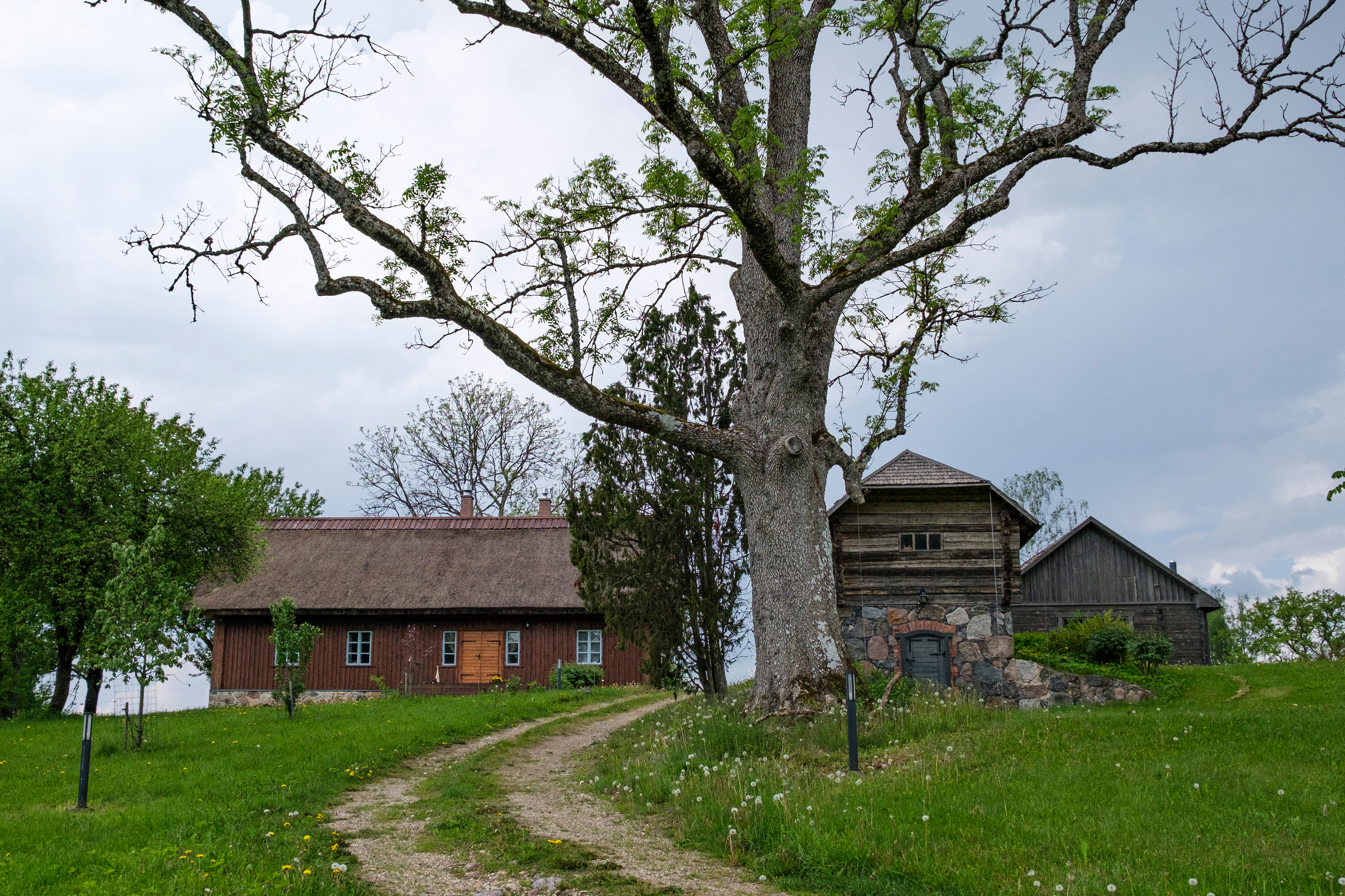
Restaurierter Kolonisten-Hof "No-18 Nomali" (2024)

Auf dem aufgelassenen deutschen Friedhof waren 1989 noch 138 Grabsteine erhalten, auf denen die Namen von 176 Personen standen. Seit 1992 steht ein Gedenkstein für die deutsche Kolonie Hirschenhof vor dem einstigen Gemeindehaus. Im ehemaligen Gemeindehaus und der Schule gibt es eine Ausstellung.

### Mittelalterliche Burgen

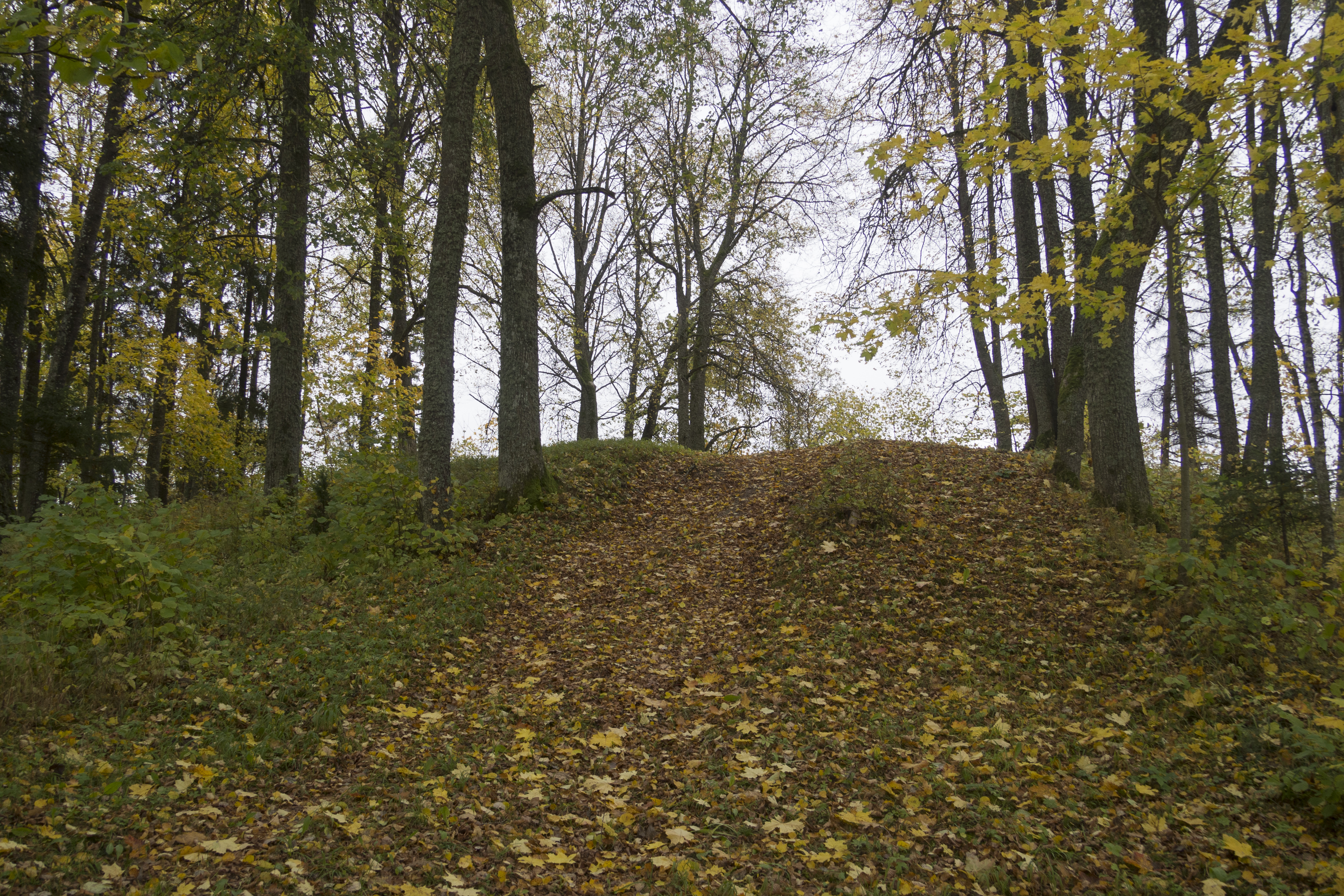
Burghügel Bulandi

Neben den Überresten der Kolonie Hirschenhof liegen auf dem Gebiet die Überreste zweier mittelalterlicher Burghügel. Der Hügel der Burg Lielkalni (Großberge) westlich des Ortes wurde durch Kiesabbau zum Großteil abgetragen. Der Hügel der Burg Bulandi ist durch die Aufstauung der Iršupīte teilweise abgetragen.

### Safaripark
Nahe der Burg Bulandi am östlichen Rand der ehemaligen Kolonie wurde auf einem der Höfe eine Hirschfarm eingerichtet, aus der sich der 300 Hektar umfassende Safaripark Briežu dārzs un safari parks „Zemitāni“ entwickelte, in dem neben Rot- und Damhirschen auch Wisente, Mufflons und anderes Wild lebt und beobachtet werden kann.